# Amata seminigra
Amata seminigra är en fjärilsart som beskrevs av Krüger 1919. Amata seminigra ingår i släktet Amata och familjen björnspinnare. Inga underarter finns listade i Catalogue of Life.